# Албота
Албота (рум. Albota) — село у повіті Арджеш в Румунії. Входить до складу комуни Албота.
Село розташоване на відстані 105 км на захід від Бухареста, 8 км на південь від Пітешть, 96 км на північний схід від Крайови, 114 км на південний захід від Брашова.

## Населення
За даними перепису населення 2002 року у селі проживали 1746 осіб, усі — румуни. Усі жителі села рідною мовою назвали румунську.